# Robert Rößler
Robert Rößler (ur. 1 marca 1838 w Borku Strzelińskim – zm. 20 maja 1883 w Raciborzu) – śląski poeta, który był jednym z najwybitniejszych twórców poezji w dialekcie śląskim.
Robert Rößler urodził się 1 marca 1838 roku w Großburgu w wiejskiej rodzinie. W 1841 roku rodzina przeniosła się do Gleinitz. Robert z uwagi na to, że osiągnął bardzo dobre wyniki w nauce w wiejskiej szkole od 1851 roku rozpoczął naukę w Gimnazjum Marii Magdaleny we Wrocławiu. W 1859 roku rozpoczął w tym mieście studia filozoficzne. W trakcie trwania studiów musiał odbyć służbę wojskową, więc dopiero w 1865 roku zdał egzamin państwowy i uzyskał tytuł doktora filozofii. Po studiach został nauczycielem. Był m.in. rektorem szkół w Kamiennej Górze, Strzegomiu, Szprotawie i Raciborzu.
Robert Rößler był poetą, który pisał gwarą śląską. Za namową Karla von Holtei opublikował w 1861 roku swoje utwory poetyckie napisane gwarą. Zmarł 20 maja 1883 roku w Raciborzu w wieku 45 lat, a przyczyną śmierci był udar mózgu. Został pochowany w tym mieście w części ewangelickiej cmentarza przy ul. Opawskiej.

## Wybrane dzieła
- Närr'sche Karle (1878; pol. Błazeńscy karlusy)
- Schläs'sche Durfgeschichten (1879; pol. Śląskie historyjki wiejskie)
- Wie der Schnoabel gewaxen (1881; pol. Jak urósł dziób)
- Mein erster Patient (1883; pol. Mój pierwszy pacjent)